# 샤옌

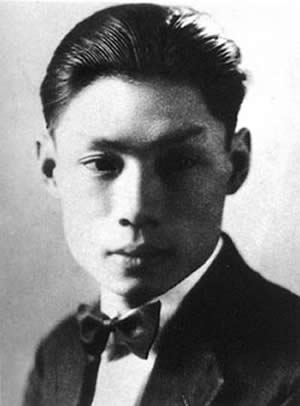

샤옌(하연, 중국어: 夏衍, 병음: Xia Yan, 1900년 10월 30일 ~ 1995년 2월 6일)은 중화인민공화국의 극작가 겸 정치가이다.
그는 1951년부터 1954년까지 3년간 중화인민공화국 공산당 상하이 문교위원회 주임위원 직책을 지내기도 하였다. 그의 본명은 천된셴(沈端先)이며, 자장 성 항저우 출신이다.
1929년 루장쑨(陸晶孫)·핑나이차오 등과 상해에서 '예술극사'를 결성해 기관지 <예술월보(藝術月報)>를 편집, 막심 고리키의 작품을 번역·소개했다. 또 <새금화(賽金花)> <자유혼(自由魂)>등의 희곡을 발표했으며, 1937년 이후 항일 운동에 참가, 주로 상하이에서 그곳 연극인 단체인 구국연극대를 조직하여 활동했다. 그때의 중요작품으로는 <상해야(上海夜)> <파시스트 세균> <슬픔의 거리> 등 일본군 점령하의 상해를 배경으로 한 희곡을 써서 호평을 받았다. 그 밖에도 <이리초(離離草)> <수성기(愁城記)> 등 여러 작품이 있고 위링(于伶)·쑹즈디(宋之的)와 합작해 신극운동을 주제로 한 <희곡춘추(戱曲春秋)>를 내었다. 그 중 그의 대표작인 <새금화>는 문화혁명 때 비판의 대상에 올랐던 작품으로 청말(淸末)과 민국(民國) 초의 기녀(妓女) 새금화(賽金花)가 몽고사가(蒙古史家) 홍균(洪鈞)과 결혼, 홍이 죽자 의화단 사변(義和團事變) 때에 연합군 사령관과 동거, 세상을 떠들썩하게 한 일생을 소재로 다룬 작품이었다.